# Отделение № 2 совхоза Российский
Отделе́ние № 2 совхо́за «Росси́йский», известен также как населенный пункт Отделение № 2 совхоза Российский, населённый пункт отделение № 2 — населённый пункт в Марьяновском районе Омской области России, в составе Москаленского сельского поселения.

## История
В соответствии с Законом Омской области от 30 июля 2004 года № 548-ОЗ «О границах и статусе муниципальных образований Омской области» посёлок вошёл в состав образованного муниципального образования «Москаленское сельское поселение». 

## География
Посёлок находится на  юго-западе центральной части региона,  в лесостепи в пределах Ишимской равнины, являющейся частью Западно-Сибирской равнины.

## Население
| 2010 |
| ---- |
| 114  |

Гендерный состав
По данным Всероссийской переписи населения 2010 года в гендерной структуре населения из 114 человек мужчин — 63, женщин — 51	(55,3 и 44,7 % соответственно)

## Инфраструктура
Совхоз.

## Транспорт
Просёлочные дороги